# آوزیو
آوزیو (به فرانسوی: Aveizieux) یک کمون در فرانسه است که در canton of Saint-Galmier واقع شده‌است. آوزیو ۹٫۰۲ کیلومتر مربع مساحت دارد ۵۹۳ متر بالاتر از سطح دریا واقع شده‌است.